# Kim Kyong-hui
Dans ce nom coréen, le nom de famille, Kim, précède le nom personnel.
La générale Kim Kyong-hui, née le 30 mai 1946, est une femme nord-coréenne, fille de Kim Il-sung, et sœur de Kim Jong-il.

## Biographie
Fille de Kim Il-sung et de sa première épouse Kim Jong-suk, elle est la sœur cadette de Kim Jong-il et la tante du dirigeant actuel de la Corée du Nord Kim Jong-un. Son époux Jang Song-taek, dignitaire du régime, est exécuté en 2013.
Sa fille Jang Kum-song meurt le 10 août 2006 à Paris ; elle travaillait à la délégation nord-coréenne à l'UNESCO. En mai 2015, Kim fait l'objet de rumeurs de suicide imposé par empoisonnement, sur ordre de son neveu Kim Jong-un. Alors qu'elle travaillait auparavant pour ce dernier en tant que conseillère, elle doit désormais vivre dans la clandestinité.
Les renseignements sud-coréens indique qu’elle aurait été « exécutrice testamentaire » de Kim Jong-il,.
Le 26 janvier 2020, elle réapparaît publiquement pour la première fois depuis l'exécution de son mari, à l'occasion de festivités pour le Nouvel-An, où elle est assise dans une salle de théâtre à côté de Ri Sol-ju, et à deux sièges de son neveu Kim Jong-un.

## Carrière
Elle a été diplômée de l’université Kim Il-sung. Elle a commencé sa carrière professionnelle dans l’Union démocratique des femmes puis elle a été à la direction du Département international du Comité Central avant d’être à partir de 1987 à la direction du Département des industries légères.
Elle aurait servi d’informatrice informelle auprès de Kim Jong-il.

## Personnalité
Elle est de taille petite, avec un caractère fort, aimant beaucoup l’alcool, elle serait crainte du fait de sa proximité avec Kim Jong-il (étant sa sœur)[réf. nécessaire].